# 源氏大鏡
『源氏大鏡』（げんじおおかがみ）とは、『源氏小鏡』と並ぶ代表的な『源氏物語』の梗概書である。著者は不明で、室町時代初期の成立とみられている。全3巻。

## 諸本
本書は『源氏大鏡』をはじめ、『大かがみ』（天理大学図書館蔵本）『源氏秘抄』（静嘉堂文庫蔵本）『源氏歌詞』（神宮文庫蔵本）など、様々な表題を持つものが存在する。本文系統は以下の3系統ないし4系統に分けられるが、各諸本の題名と必ずしも系統分類は一致しない。
- 第1類 - 『源氏大鏡』（慶長8年奥書）をはじめとした『三帖源氏』の書目を持つ類。
- 第2類 - 『浅聞抄』（宮内庁書陵部）などの類。
- 第3類 - 『源氏無外題』（東北大学図書館）などの類。
- 第4類 - 第1類の省略やその内容を利用したもの。

第1類が原型で、第2類と第3類はその改訂と考えられる。一条兼良や北野松梅院撰とする本もあるが信憑性は薄い。

## 内容
桐壺巻から始めて『源氏物語』の梗概を巻順に述べているが、各巻の梗概には『源氏物語』のすべての和歌がそのまま含まれる。これは鎌倉時代までにしばしば見られた「和歌を中心にしてその前後の原文を要約して記する」という梗概化の方法を、源氏物語全編にわたって積極的に推し進めたものと見られる。これは多くの人々にとって『源氏物語』に対する関心の大部分が『源氏物語』に依拠した歌つくりにあった風潮を反映したものであると考えられる。梗概を述べる途中で随時、語釈・有職故実・和漢の故事・引歌・登場人物の系図関係などが記されており、この他に冒頭（一部の伝本では巻末）において普通『源氏物語のおこり』と呼ばれる『源氏物語』の成立についての一文や光源氏の準拠論（モデル論）などが含まれている。